# حصار رودس (1480)
في عام 1480 صمدت حامية فرسان الإسبتارية الصغيرة في جزيرة رودس ضد هجوم الإمبراطورية العثمانية.

## الهجوم
في 23 مايو 1480، ظهر أسطول عثماني من 160 سفينة أمام رودس، على خليج ترياندا، إلى جانب جيش من 70.000 رجل تحت قيادة مسيح باشا. كان حامية فرسان الهوسبيتالر بقيادة السيد الأكبر بيير دوبوسون.
كان الهدف الاستراتيجي الأول للعثمانيين هو الاستيلاء على قلعة القديس نيقولا، الذي كان النقطة الرئيسية للفرسان في الدفاع عن الميناءين: ماندراكي، والآخر إلى الخليج الشرقي لأكانديا. وواصلت المدفعية التركية قصفها المتواصل، ومن 9 يونيو على المشاة قامت بسلسلة من الهجمات. قام السيد الكبير دوبوسون بنفسه بالسرعة لمساعدة الحامية وبعد صراع شرس تم صد العثمانيين.
وقع هجوم ثان على البلدة على القطاع الشرقي من الحصن بالقرب من الحي اليهودي، باتجاه خليج أكانديا، الذي كان محطة قتال «لسان» إيطاليا وكان ضعيفًا جدًا. أثناء القصف من المدفعية التركية، حفر الفرسان والشعب في الوقت نفسه خندقًا جديدًا داخل الجدار عند هذه النقطة وشيدوا حصنًا داخليًا جديدًا. مرة أخرى، استجاب الفرسان ببسالة وحسم وبعد معركة مريرة مع العديد من الضحايا على كلا الجانبين، تم تجنب الخطر مرة أخرى. في فجر يوم 27 يوليو، شن الأتراك هجومًا قويًا وتمكنت طليعتهم من الاستيلاء على برج إيطاليا ودخول المدينة. تلا ذلك صراع محموم. القائد الكبير، أصيب في خمسة أماكن، بعد ثلاث ساعات من القتال، قضى العدو وبدأ الناجون المنهكون في الانسحاب. تسبب هجوم الفرسان المضاد للأتراك في التغلب على تراجع غير منظم، وجر معهم الوزير والقائد العام. وصل هوسبيتالرز إلى حد خيمته وأخذ، مع الغنائم الأخرى، المعيار المقدس للإسلام. في ذلك اليوم، قُتل ما بين ثلاثة وأربعة آلاف تركي.
في 17 أغسطس 1480، تخلى الأسطول العثماني عن محاولته الاستيلاء على رودس. كان السلطان محمد الفاتح سيهاجم الجزيرة مرة أخرى، لكن وفاته في عام 1481 أوقفت المحاولة.
في 1521-22 حاصر العثمانيون رودس مرة أخرى واستولوا على المدينة والجزيرة.

## معرض صور

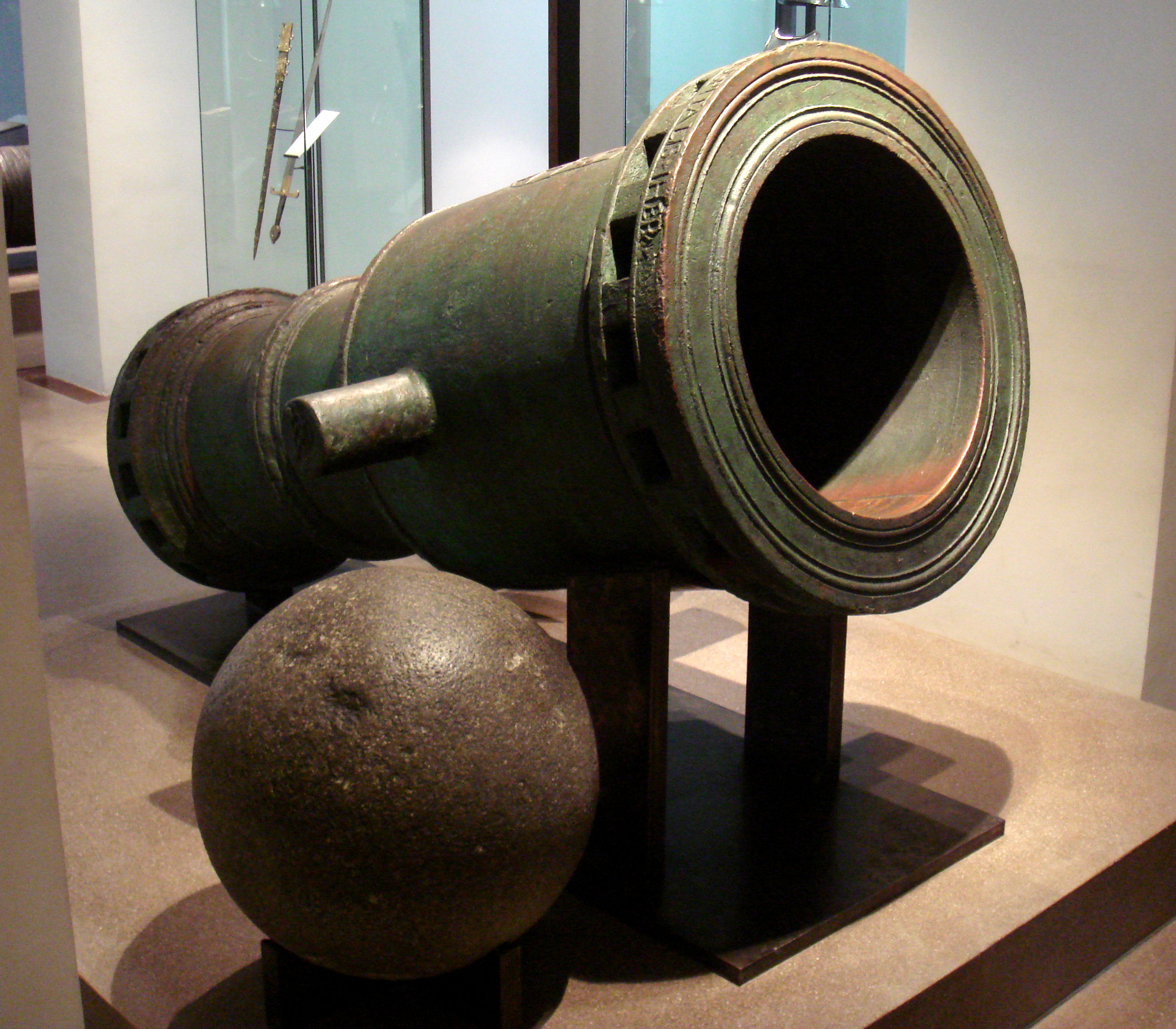
بومبارد-هاون مدفع لفرسان الإسبتارية، رودس، 1480-1500. تم بناء المدفع بناءً على طلب بيير داوبوسون، للدفاع عن كثب للجدران (100-200 متر). يطلق قذائف بوزن 260 كجم من الجرانيت. يزن المدفع 3325 كجم. معروض في متحف الأرمي في باريس.

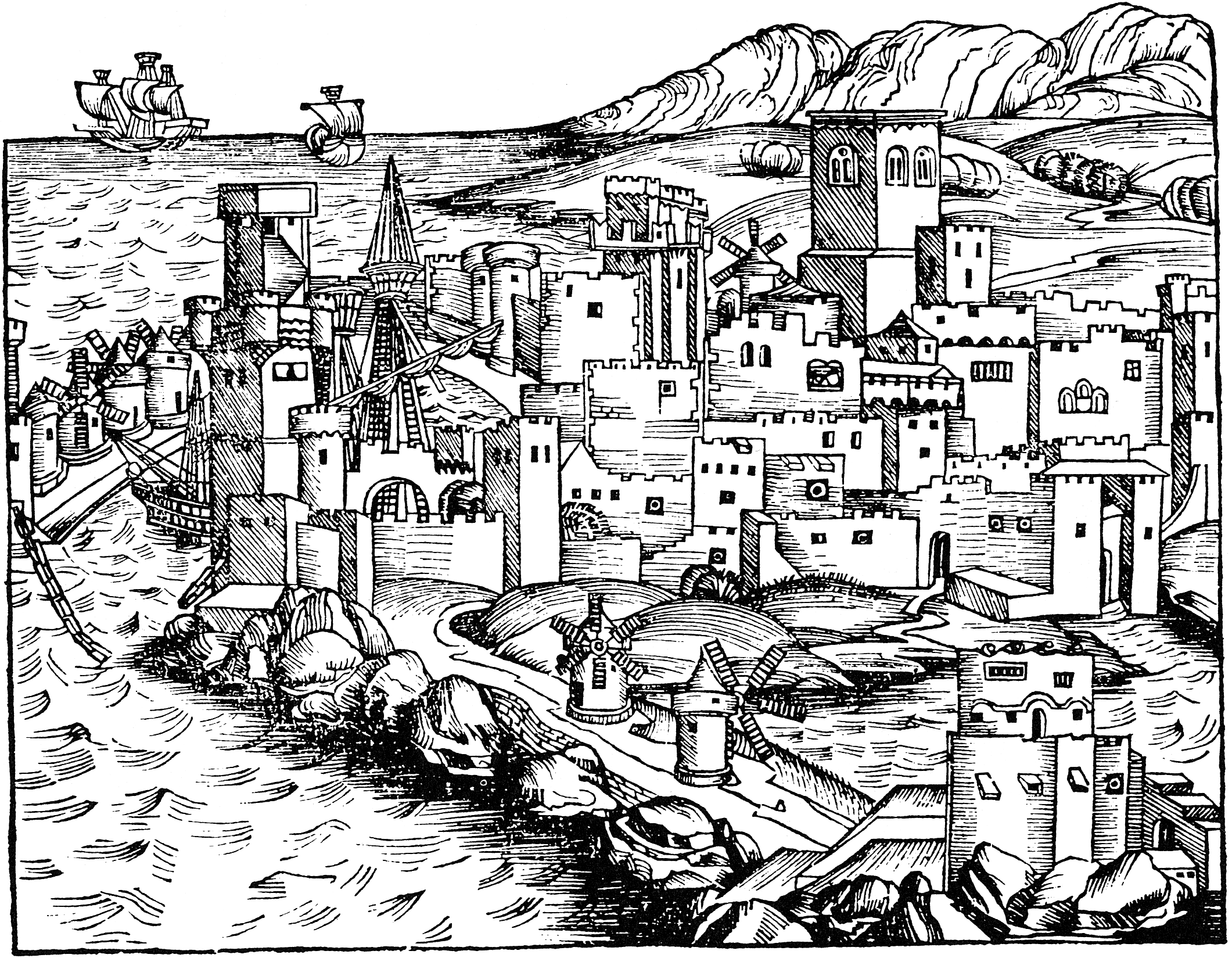
منظر لرودس بعد 10 سنوات.